# Spodoptera kaolina
Spodoptera kaolina är en fjärilsart som beskrevs av Felix Bryk 1948. Spodoptera kaolina ingår i släktet Spodoptera och familjen nattflyn. Inga underarter finns listade i Catalogue of Life.